# كريس براون (لاعب كرة قدم بريطاني)
كريس براون (بالإنجليزية: Chris Brown)‏ (14 فبراير 1991 في المملكة المتحدة - ) هو لاعب كرة قدم بريطاني في مركز الدفاع. لعب مع نادي روتشديل ونادي هايد إف سي وأشتون يونايتد وMossley A.F.C. ‏ وDroylsden F.C. ‏.

## وصلات خارجية
- كريس براون (لاعب كرة قدم بريطاني) على موقع قاعدة بيانات كرة القدم.إي يو (الإنجليزية)
- كريس براون (لاعب كرة قدم بريطاني) على موقع Soccerbase.com (لاعب) (الإنجليزية)